# Trichemeopedus
Trichemeopedus es un género de escarabajos longicornios de la tribu Acanthocinini.

## Especies
- Trichemeopedus calosus Holzschuh, 2003
- Trichemeopedus holzschuhi Breuning, 1975